# Félicien Kabuga
Félicien Kabuga, född 1935 i Muniga, Rwanda, är en affärsman som anses vara en av de högsta ansvariga för det aktiva genomförandet av folkmordet i Rwanda 1994. Han var internationellt efterlyst för sin delaktighet i folkmordet under många år och lyckades hålla sig gömd, men greps den 16 maj 2020 strax utanför Paris.
Félicien Kabuga var chef och grundare av den hutuextremistiska radiostationen RTLM vars sändningar som präglades av rasistisk hetspropaganda mot landets tutsibefolkning och som enligt vissa uppskattningar ska ha varit ansvarig för cirka 9% av folkmordets offer, alltså omkring 45 000 döda. Det var också RTLM som förmedlade kodordet "Hugg ner de höga träden", vilket var signalen för att folkmordet hade börjat. Kabuga hade även starka kopplingar till presidenten Juvénal Habyarimana och dennes regeringsparti Mouvement républicain national pour la démocratie et le développement (MRND]).
Den av FN upprättade Internationella Rwandatribunalen, som har till uppgift att ställa de ansvariga för folkmordet inför rätta, utfärdade i augusti 1999 en arresteringsorder på Kabuga för hans delaktighet i folkmordet. Han är anklagades på totalt 11 punkter, bland annat för folkmord och delaktighet i detsamma.
Kabuga flydde från Rwanda i början av juli 1994 sedan det stått klart att landets Huturegim som genomfört folkmordet hade besegrats av rebellgruppen RPF. Under sommaren 1994 försökte han fly till Schweiz, men blev avvisad och slog sig istället ner i Zaire en kortare tid innan han gick under jorden. Under låg tid var det högst oklart var Kabuga befann sig. Genom åren har det förekommit uppgifter om att han höll sig gömd i Kenya. Den dåvarande amerikanske senatorn Barack Obama anklagade i ett tal under ett besök i Kenya 2006 landets regering för att medvetet hålla Kabuga gömd, något som den Kenyanska regeringen förnekade och kallade för "En förolämpning mot vårt lands folk". I juni 2008 greps en man i Kenyas huvudstad Nairobi som misstänktes vara Kabuga, det visade sig dock senare vara en lokal universitetslektor. 2008 framkom också uppgifter om att Kabuga skulle hålla sig gömd i Oslo, något som dock aldrig kunde verifieras.
Efter 26 år på flykt greps den 84-åriga Kabunga 16 maj 2020 greps Kabuga i Asnières-sur-Seine utanför Paris, där han bodde under falskt namn. Den 3 juni samma år överlämnades han till Internationella brottmålsdomstolen i Haag där han kommer att åtalas för sin delaktighet i folkmordet.